# آکوردا
آکوردا (انگلیسی: Acorda) شرکت مراقبت سلامت آمریکایی است، که در سال ۱۹۹۵ تأسیس شد.